# Bracia i siostry
Bracia i siostry (tytuł oryginalny Brothers & Sisters) – amerykański serial telewizyjny, którego akcja krąży wokół rodziny i rodzeństwa Walkerów oraz ich życia w Los Angeles. Serial zdobył nagrodę m.in. Emmy i jest dobrze oceniany przez widzów oraz krytykę.
Pilotażowy odcinek został wyemitowany przez amerykańską stację telewizyjną ABC 24 września 2006 r. W obsadzie znajduje się dwukrotna zdobywczyni Oskara Sally Field, oraz zwyciężczynie Złotego Globu Calista Flockhart i Rachel Griffiths, nominowana także do Oskara i 4 Nagród Emmy. W 2007 Field otrzymała za rolę w Braciach i Siostrach nagrodę Emmy w kategorii „Najlepsza aktorka w serialu dramatycznym”.
W Polsce serial emitowany jest przez stację Fox Life i TVP1.

## Obsada
| Aktor                | Rola w serialu                       |
| -------------------- | ------------------------------------ |
| Sally Field          | Nora Walker zd. Holden               |
| Calista Flockhart    | Katherine „Kitty” Walker McCallister |
| Dave Annable         | Justin Walker                        |
| Rachel Griffiths     | Sarah Walker                         |
| Matthew Rhys         | Kevin Walker                         |
| Balthazar Getty      | Thomas „Tommy” Walker                |
| Sarah Jane Morris    | Julia Walker                         |
| Emily VanCamp        | Rebecca Harper                       |
| Patricia Wettig      | Holly Harper                         |
| Luke Macfarlane      | Scotty Wandell                       |
| Rob Lowe             | Robert McCallister                   |
| Eric Winter          | Jason McCallister                    |
| Ron Rifkin           | Saul Holden                          |
| Kerris Lilla Dorsey  | Paige Whedon                         |
| Maxwell Perry Cotton | Cooper Whedon                        |
| John Pyper-Ferguson  | Joe Whedon                           |
| Josh Hopkins         | Warren Salter                        |
| Tyler Posey          | Gabriel Whedon                       |
| Keri Lynn Pratt      | Amber Trachtenberg                   |
| Peter Coyote         | Mark August                          |
| Marika Dominczyk     | Tyler Altamirano                     |
| Jason Lewis          | Chad Barry                           |
| Margot Kidder        | Emily Craft                          |
| Tom Skerritt         | William Walker                       |

## Historia powstania serialu
Pomysł nakręcenia sagi o irlandzko-żydowskiej rodzinie narodził się w głowie Jona Robina Baitza. Ten otwarcie przyznający się do homoseksualizmu broadwayowski dramaturg i telewizyjny producent (m.in. „Agentka o dwóch twarzach”) zaproponował współpracę swojemu eks-scenarzyście Davidowi Marshallowi Grantowi. Z gotowym skryptem odcinka pilotowego i ogólnym zarysem historii rodziny March (później zmieniono nazwisko na Walker) Baitz zjawił się u Kena Olina, z którym wielokrotnie wcześniej pracował.  Rolę Holly Harper zaproponował żonie Olina – Patricii Wettig. Obaj szybko doszli do porozumienia i, połączywszy siły, przekonali szefów Touchstone Television do sfinansowania serialu. Zgodnie z umową obowiązki producenta wykonawczego powierzono Marti Noxon (Buffy: Postrach wampirów, Anioł ciemności). W sierpniu 2006 r., dwa miesiące po pierwszym klapsie na planie, Noxon odeszła. Nie podobało mi się, że tak forowano związek homoseksualny – powiedziała dziennikarzowi „Los Angeles Times”. Na jej miejsce Baitz przyjął Grega Berlanti – współproducenta Jeziora marzeń i geja.
Na liście osób pracujących na sukces serialu nazwisko Olin powtarza się aż trzy razy. Oprócz Kena (reżysera i producenta) są jeszcze Clifford Olin (współscenarzysta) i Roxanne Olin (aktorka). Nie jest to tylko przypadkowa zbieżność nazwisk. 25-letni Cliff i młodsza o dwa lata Roxy są dziećmi Kena i Patricii Wettig. Była jeszcze panna Olin, która stanęła do walki o rolę Rebeki Harper, ale przegrała z Emily VanCamp; w serialu ostatecznie wystąpiła w roli przyjaciółki Chada Barry’ego - Michelle. Tymczasem Wettig, pytana o nepotyzm, odpowiedziała: To zjawisko wszechobecne w show-biznesie. Jeśli możemy z Kenem pomóc dzieciom w karierze, to im pomagamy.
Dwa miesiące przed oficjalną datą premiery (24 września 2006 r.) szefowie ABC zobaczyli odcinek pilotażowy i zażądali zmian. Nie spodobała się Betty Buckley, więc zaangażowano Sally Field i zmieniono imię bohaterki z Idy na Norę. Podobny los spotkał Jonathana LaPaglię, którego zastąpił Matthew Rhys. Również w tym przypadku zmieniono imię bohatera (z Bryana na Kevina) oraz zrezygnowano z wątku jego małżeństwa.